# Дамасций
Дамасций (на старогръцки: Δαμάσκιος, Damaskios, на латински: Damascius, * ок. 462 в Дамаск, † сл. 538, по правилната транскрипция на български е Дамасций) е значим късноантичен философ неоплатоник. Той е последният ръководител на неоплатоническата школа в Атина.
Произлиза от знатна фамилия и около 479 г. отива да следва реторика в Александрия, където три години е ученик на учителя по реторика Теон, вероятно потомък на жената на неоплатоника философ Порфирий. Там той следва платонска философия и астрономия при Аммоний, син на философ-неоплатоник Хермий Александрийски. Той е привърженик на старата религия и брат му Юлиан е убит.
Около 482 г. Дамасций отива в Атина и девет години преподава реторика. Присъединява се към тамошното училище по неоплатонизъм и следва геометрия и аритметика. Най-късно през 515 г. Дамасций е последният ръководител на неоплатоническото училище.
След като император Юстиниан I през 529 г. забранява нехристиянското преподаване, училището е затворено. През пролетта 532 г. Дамасций с други шест неоплатоници се изселва в Сасанидската империя. Там те са приети в двора на управляващия от 531 г. велик цар Хосров I, но скоро се връщат в Източно Римската империя. През есента на 532 г. великият цар ги вика обратно. Те се връщата. Не е известно къде са се остановили. През 538 г. Дамасций е в Сирия. След това няма сведения за него.

## Издания
- Leendert Gerrit Westerink, Joseph Combès: Damascius: Commentaire du Parménide de Platon. 4 Bände, Les Belles Lettres, Paris 1997 – 2003
- Leendert G. Westerink (Hrsg.): The Greek Commentaries on Plato's Phaedo, Bd. 2: Damascius. North-Holland Publishing Company, Amsterdam 1977, ISBN 0-7204-8331-X
- Gerd Van Riel: Damascius: Commentaire sur le Philèbe de Platon. Les Belles Lettres, Paris 2008, ISBN 978-2-251-00546-1
- Leendert G. Westerink, Joseph Combès: Damascius: Traité des premiers principes. 3 Bände, Les Belles Lettres, Paris 1986 – 1991
- Polymnia Athanassiadi: Damascius: The Philosophical History. Apamea Cultural Association, Athen 1999, ISBN 960-85325-2-3
- Clemens Zintzen: Damascii vitae Isidori reliquiae. Olms, Hildesheim 1967

## Преводи
- Sara Ahbel-Rappe: Damascius' Problems and Solutions Concerning First Principles. Oxford University Press, Oxford 2010, ISBN 978-0-19-515029-2
- Rudolf Asmus: Das Leben des Philosophen Isidoros von Damaskios aus Damaskos. Meiner, Leipzig 1911
- Marie-Claire Galpérine: Damascius: Des premiers principes. Apories et résolutions. Texte intégral. Verdier, Lagrasse 1987, ISBN 2-86432-055-X